# Monterrey Arena
Monterrey Arena – hala widowisko-sportowa w Monterrey, w Meksyku. Służy przede wszystkim do koncertów, pokazów i imprez sportowych, jak halowa piłka nożna czy koszykówka. Jest wykorzystywana przez klub piłkarski Monterrey Fury i koszykarski Fuerza Regia, występujący w Liga Nacional de Baloncesto Profesional i Monterrey La Raza, zespół z National Indoor Soccer League.
Arena Monterrey jest własnością Publimax S.A. de C.V. (TV Azteca północny wschód), część Avalanz Group, który jest właścicielem 80% i TV Azteca, który jest właścicielem 20%. Hal ma 45.000 m² powierzchni.